# Bir al-Maksur
Bir al-Maksur (hebr. ביר אל-מכסור, arab. بئر المكسور; ang. Bir al-Maksur) – samorząd lokalny położony w Dystrykcie Północnym, w Izraelu.

## Położenie
Miejscowość Bir al-Maksur jest położona na wysokości 250 m n.p.m. na wzgórzach zamykających od zachodu Dolinę Bejt Netofa w Dolnej Galilei na północy Izraela. Na północy wznoszą się wzgórza Har Channaton (334 m n.p.m.) i Giwat Michman (288 m n.p.m.). Na wschód od miejscowości znajduje się zbiornik retencyjny Eszkol. W 1964 roku wybudowano kanał wodociągowy Mekorot, który doprowadza do niego wodę z jeziora Tyberiadzkiego. Otwarty kanał ma długość 17 km, szerokość wynosi 19,4 metra, szerokość dna 12 metrów i głębokość 2,6 metra. Zbiornik retencyjny Eszkol składa się w rzeczywistości z dwóch oddzielnych zbiorników, w których woda jest oczyszczana i sprawdzana przed transportem na południe kraju na pustynię Negew. W jej otoczeniu znajdują się miasto Szefaram, miejscowości Ka’abije-Tabbasz-Hajajre, I’billin i Kefar Maneda, kibuce Harduf, Channaton i ha-Solelim, wioski komunalne Allon ha-Galil, Adi, oraz wioski arabskie Sawaid Chamrija, Dumajda.
Bir al-Maksur jest położone w Poddystrykcie Akki, w Dystrykcie Północnym Izraela.

## Demografia
Zgodnie z danymi Izraelskiego Centrum Danych Statystycznych w 2011 roku w Bir al-Maksur żyło prawie 8 tys. mieszkańców, z czego prawie wszyscy Arabowie muzułmanie. Wskaźnik wzrostu populacji w 2011 roku wynosił 2,6%. Zgodnie z danymi Izraelskiego Centrum Danych Statystycznych średnie wynagrodzenie pracowników w Bir al-Maksur w 2009 roku wynosiło 4092 ILS (średnia krajowa 7070 ILS).
| Wiek (w latach) | Procent populacji w % |
| --------------- | --------------------- |
| 0 – 4           | 12,4                  |
| 5 – 9           | 12,4                  |
| 10 – 14         | 11,7                  |
| 15 – 19         | 10,6                  |
| 20 – 29         | 17,0                  |
| 30 – 44         | 19,4                  |
| 45 – 59         | 11,6                  |
| 60 – 64         | 1,2                   |
| 65 –            | 3,8                   |

Źródło danych: Central Bureau of Statistics.

## Historia
Na przełomie XIX i XX wieku w rejonie tym znajdowały się tymczasowe obozowiska koczowniczych plemion beduińskich. W wyniku I wojny światowej w 1918 roku cała Palestyna przeszła pod panowanie Brytyjczyków. Przyjęta 29 listopada 1947 roku Rezolucja Zgromadzenia Ogólnego ONZ nr 181 w sprawie podziału Palestyny przyznawała ten rejon państwu arabskiemu. Podczas wojny domowej w Mandacie Palestyny na początku 1948 roku w okolicy tej stacjonowały siły Arabskiej Armii Wyzwoleńczej, które paraliżowały żydowską komunikację w całym obszarze Galilei. Podczas I wojny izraelsko-arabskiej Izraelczycy przeprowadzili operację Hiram, i w październiku 1948 roku zajęli ten obszar. Po wojnie podjęto działania przymusowego osiedlania koczowniczych plemion beduińskich. W rejonie tym w 1950 roku powstały cztery beduińskie wioski – Bir al-Maksur, Awabida, Mukman i HaSnija – nazwane od klanów, które w nich zamieszkały. Pomimo to, Bir al-Maksur została oficjalnie uznana za wioskę dopiero w 1975 roku. Umożliwiło to jej dalszy rozwój i w 1990 roku uzyskała status samorządu lokalnego.

### Nazwa
Nazwa miejscowości w języku arabskim oznacza Mocno Złamane. Istnieją dwie wersje tłumaczenia pochodzenia tej nazwy. Pierwsza odnosi się do studni położonej u podnóża wzgórza, na którym znajduje się wieś. Podczas zimowej pory deszczowej ściany muru studni zostały zniszczone pod naporem wody lokalnej powodzi. Drugie tłumaczenie mówi, że w okresie Mandatu Palestyny przy studni pośliznął się brytyjski oficer, który złamał nogę.

## Symbole
Herb miejscowości został oficjalnie opublikowany w marcu 1996 roku. Ma on kształt tarczy, w której podstawie umieszczono nazwę miejscowości pisaną w języku arabskim. Po jej bokach znajdują się kłosy pszenicy, reprezentujące znaczenie rolnictwa w lokalnej gospodarce. Wewnątrz herbu umieszczono wizerunki gałązek oliwnych, meczetu, namiotów i palm. Powyżej widnieje nazwa miejscowości w języku hebrajskim.

## Polityka
Siedziba władz samorządowych znajduje się w północnej części miejscowości.

## Architektura
Miasteczko posiada typową arabską architekturę, charakteryzującą się ciasną zabudową i wąskimi, krętymi uliczkami. Zabudowa powstawała bardzo chaotycznie, bez zachowania jakiegokolwiek wspólnego stylu architektonicznego.

## Kultura
W miejscowości znajduje się dom kultury z biblioteką publiczną.

## Edukacja i nauka
W miejscowości znajdują się 4 szkoły, w tym 3 podstawowe. W 2010 roku uczyło się w nich 2,1 tys. uczniów, w tym prawie 1,2 tys. w szkołach podstawowych. Średnia uczniów w klasie wynosiła 30.

## Sport i rekreacja
W północnej części miasta znajduje się boisko do piłki nożnej. Mniejsze boiska oraz sale sportowe są zlokalizowane przy szkołach.

## Gospodarka
Podstawą lokalnej gospodarki pozostaje rolnictwo, chociaż coraz większą rolę odgrywają usługi i handel. Wielu mieszkańców pracuje w okolicznych strefach przemysłowych.

## Transport
Z miejscowości wyjeżdża się na południe na drogę ekspresową nr 79, którą jadąc na północny zachód dojeżdża się do miasta Szefaram, lub jadąc na południowy wschód dojeżdża się do węzła z drogą ekspresową nr 77.